# توماس وولف
توماس وولف (بالإنجليزية: Thomas Wolff)‏ هو رياضياتي أمريكي، ولد في 14 يوليو 1954 في نيويورك في الولايات المتحدة، وتوفي في 31 يوليو 2000.